# 헤르만플라츠역
헤르만플라츠역(U-Bahnhof Hermannplatz)은 베를린 노이쾰른구 노이쾰른에 있는 U7, U8의 역이다. 노이쾰른구 노이쾰른과 프리드리히스하인크로이츠베르크구 크로이츠베르크의 경계선 근처에 있는 헤르만플라츠 광장 아래에 있다. U7 영업은 1926년 4월 11일, U8 영업은 1927년 7월 17일에 시작했다. 에스컬레이터와 엘리베이터가 설치되어 있다. 일반 버스와 메트로버스 노선으로의 환승 결절점이며, 장기적으로 노면전차 노선 연장 계획이 있다. 라트하우스 슈판다우역과 유사하게 넓은 지하 공간이 특징이다.

## 역사
헤르만플라츠역은 두 노선이 십자로 만나는 십자로 만나는 환승역으로 설계되었으며, U8 노선 승강장은 지표면 바로 아래에 있으며 U7 노선 승강장은 지하 9 m에 있다. U7 노선 승강장은 높이 7.25 m인 대형 지하 공간으로 설계되었으며, 이 위를 U8 승강장과 노반이 지나간다. U7 승강장은 건설 당시 대형 규격 노선의 평균 길이인 100 m를 초과하는 135 m 길이에 16.2 m 폭으로 건설되었다. U8 승강장은 U7 승강장보다는 단순하게 설계되었으며, 승강장 길이는 130 m이다. U7과 U8 사이 환승 통로에 설치된 에스컬레이터는 베를린 지하철에서 최초로 설치된 에스컬레이터이다. 역 바로 옆에 있는 카르슈타트 백화점과 이어지는 지하 통로가 설치되어 있다. 역 설계자는 알프레드 그레난데르와 알프레트 페제(Alfred Fehse)이다.
1926년 4월 11일 남북 도시철도선의 하젠하이데-베르크슈트라세(오늘날의 쥐트슈테른역-카를마르크스슈트라세역) 지선 구간이 개통하면서 하부 승강장 영업을 시작했다. 1927년 7월 17일 GN선(게준트브루넨-노이쾰른)의 보딘슈트라세역-쇤라인슈트라세역 구간 1.5 km 개통으로 상부 승강장 영업을 시작했다.
1993년에 개보수 공사를 거쳤다. 이 과정에서 역 건설 당시의 세라믹 타일 색상과 구조가 일부 변경되었다. 반면 아르 데코 스타일로 된 역사 내 기둥의 주두 부분은 1926년 개통 당시의 모습을 보존하고 있다.

## 연계 교통
1930년까지는 베를린 노면전차 노선 15개가 지상에 있는 헤르만플라츠 광장으로 집결했다. 노선 개수 때문에 도시 철도역 건설 당시에 노면 전차 승강장으로 이어지는 출구를 2곳 건설했다. 1950년대 서베를린에서 노면전차를 버스로 대체하면서 노면전차 노선이 전부 폐선되었다. 이 역을 지나는 마지막 노면 전차는 1964년 10월 1일 27번 노선이 운행했다. 우르반슈트라세(Urbanstraße)-존넨알레(Sonnenallee) 구간에도 1965년 5월 2일까지 노면 전차 95번이 운행했으며, 헤르만플라츠 광장의 다른 쪽에 정차했다. 1966년 브리츠 노면전차 기지 폐쇄 이전까지는 일부 구간에 비영업 운전이 계속되었다. 독일의 재통일 이후에는 구 동베를린 노면전차 노선을 연장하려는 계획이 있었으나 근시일 내에 실현될 가능성은 낮다.

## 인접 철도역
| 베를린 지하철 7호선                 | 베를린 지하철 7호선 | 베를린 지하철 7호선           |
| ----------------------------------- | ------------------- | ----------------------------- |
| 쥐트슈테른 라트하우스 슈판다우 방면 | U7                  | 라트하우스 노이쾰른 루도 방면 |
| 베를린 지하철 8호선                 |                     |                               |
| 보딘슈트라세 헤르만슈트라세 방면    | U8                  | 쇤라인슈트라세 비테나우 방면  |